# Marion Rolland
Marion Rolland (ur. 17 października 1982 w Saint-Martin-d’Hères) – francuska narciarka alpejska, mistrzyni świata.

## Kariera
Pierwszy raz na arenie międzynarodowej Marion Rolland pojawiła się 3 grudnia 1997 roku w Val Thorens, gdzie w zawodach FIS Race w slalomie zajęła 32. miejsce. W lutym 2001 roku brała udział w mistrzostwach świata juniorów w Verbier, gdzie była między innymi dziewiąta w supergigancie. W zawodach Pucharu Świata zadebiutowała 30 stycznia 2004 roku w Haus, gdzie zajęła 37. miejsce w biegu zjazdowym. Pierwsze pucharowe punkty wywalczyła 26 lutego 2005 roku w San Sicario, zajmując dwunaste miejsce w zjeździe. Siedem lat później, 14 marca 2012 roku w Schladming po raz pierwszy stanęła na podium, zajmując drugie miejsce w swej koronnej konkurencji. Na podium stanęła także dzień późiej, zajmując trzecie miejsce w supergigancie. Najlepsze wyniki osiągnęła w sezonie 2011/2012, kiedy w klasyfikacji generalnej zajęła 23. miejsce, a w klasyfikacji zajazdu była szósta.
Największy sukces w karierze osiągnęła w 2013 roku, kiedy na mistrzostwach świata w Schladming zdobyła złoty medal w biegu zjazdowym. W tej samej konkurencji była też między innymi piąta na mistrzostwach świata w Val d’Isère w 2009 roku. W 2010 roku brała udział w igrzyskach olimpijskich w Vancouver, jednak nie ukończyła rywalizacji w zjeździe.
W 2015 roku zakończyła karierę.

## Osiągnięcia

### Igrzyska olimpijskie
| Miejsce | Dzień     | Rok  | Miejscowość | Konkurencja | Czas biegu | Strata | Zwyciężczyni |
| ------- | --------- | ---- | ----------- | ----------- | ---------- | ------ | ------------ |
| DNF1    | 17 lutego | 2010 | Whistler    | Zjazd       | 1:44,19    | –      | Lindsey Vonn |

### Mistrzostwa świata
| Miejsce | Dzień     | Rok  | Miejscowość | Konkurencja      | Czas biegu | Strata | Zwyciężczyni    |
| ------- | --------- | ---- | ----------- | ---------------- | ---------- | ------ | --------------- |
| 16.     | 3 lutego  | 2009 | Val d’Isère | Supergigant      | 1:20,73    | +3,13  | Lindsey Vonn    |
| 18.     | 6 lutego  | 2009 | Val d’Isère | Superkombijnacja | 2:20,13    | +5,39  | Kathrin Zettel  |
| 5.      | 9 lutego  | 2009 | Val d’Isère | Zjazd            | 1:30,31    | +1,14  | Lindsey Vonn    |
| 21.     | 8 lutego  | 2011 | Ga-Pa       | Supergigant      | 1:23,82    | +2,31  | Elisabeth Görgl |
| 20.     | 13 lutego | 2011 | Ga-Pa       | Zjazd            | 1:47,24    | +2,85  | Elisabeth Görgl |
| 22.     | 5 lutego  | 2013 | Schladming  | Supergigant      | 1:35,39    | +2,51  | Tina Maze       |
| 1.      | 10 lutego | 2013 | Schladming  | Zjazd            | 1:50,00    | -      | -               |

### Mistrzostwa świata juniorów
| Miejsce | Dzień     | Rok  | Miejscowość | Konkurencja | Czas biegu | Strata | Zwyciężczyni         |
| ------- | --------- | ---- | ----------- | ----------- | ---------- | ------ | -------------------- |
| 13.     | 6 lutego  | 2001 | Verbier     | Zjazd       | 1:33,56    | +1,86  | Astrid Vierthaler    |
| 9.      | 7 lutego  | 2001 | Verbier     | Supergigant | 1:33,54    | +1,69  | Kathrin Wilhelm      |
| DNF1    | 10 lutego | 2001 | Verbier     | Slalom      | 1:16,53    | -      | Christine Sponring   |
| 48.     | 10 lutego | 2001 | Verbier     | Gigant      | 2:16,31    | +12,29 | Fränzi Aufdenblatten |

### Puchar Świata

#### Miejsca w klasyfikacji generalnej
- sezon 2004/2005: 85.
- sezon 2005/2006: -
- sezon 2006/2007: 125.
- sezon 2007/2008: 84.
- sezon 2009/2010: 30.[1]
- sezon 2010/2011: 32.
- sezon 2011/2012: 23.
- sezon 2012/2013: 27.
- sezon 2014/2015: 87.

#### Miejsca na podium w zawodach
1. Schladming – 14 marca 2012 (zjazd) – 2. miejsce
2. Schladming – 15 marca 2012 (supergigant) – 3. miejsce